# Mischek Tower
Der Mischek Tower ist ein Wohngebäude im 22. Wiener Gemeindebezirk Donaustadt.
Das Gebäude wurde von 1998 bis 2000 nach Entwürfen des Architekten-Ehepaars Delugan-Meissl von der als Generalunternehmer agierenden Baufirma Mischek im Auftrag des Bauträgers Wiener Heim errichtet. Das 110 Meter hohe Bauwerk war bis zur Fertigstellung des Hochhauses Neue Donau im Jahr 2002 das höchste Wohngebäude Österreichs. Errichtet aus Betonfertigteilen gilt der Mischek Tower mit seinen 35 Stockwerken (ab Niveau Donauplatte, das Straßenniveau befindet sich auf Ebene −3) als das höchste Fertigteilhaus der Welt.
Gelegen am Rand der Donau City zwischen Donaupark und Austria Center Vienna dient der Riegel-förmige Bau optisch als Abgrenzung von Stadt zu Park. Neben dem eigentlichen Hochhaus gibt es zwei weitere Gebäudeteile mit jeweils 9 Stockwerken. Zur Donau hin grenzt unmittelbar an den Gebäudeteil Stiege 3 südlich ein Wohngebäude des Wohnparks Donaucity an.
Das Gebäude steht im Eigentum der Käufer der etwa 500 zum größten Teil durch das Land Wien geförderten Wohnungen.

## Bildergalerie

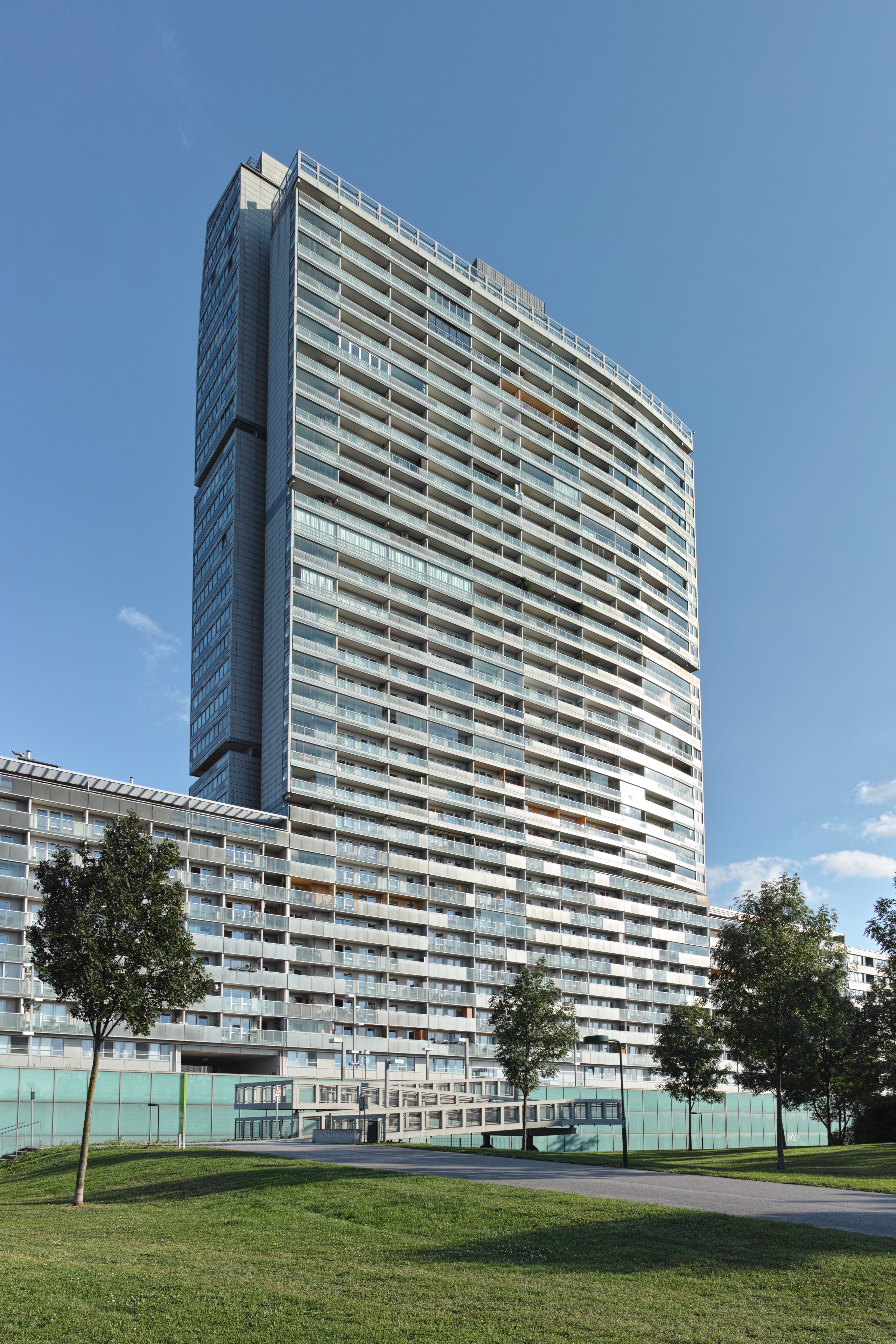
Von Norden
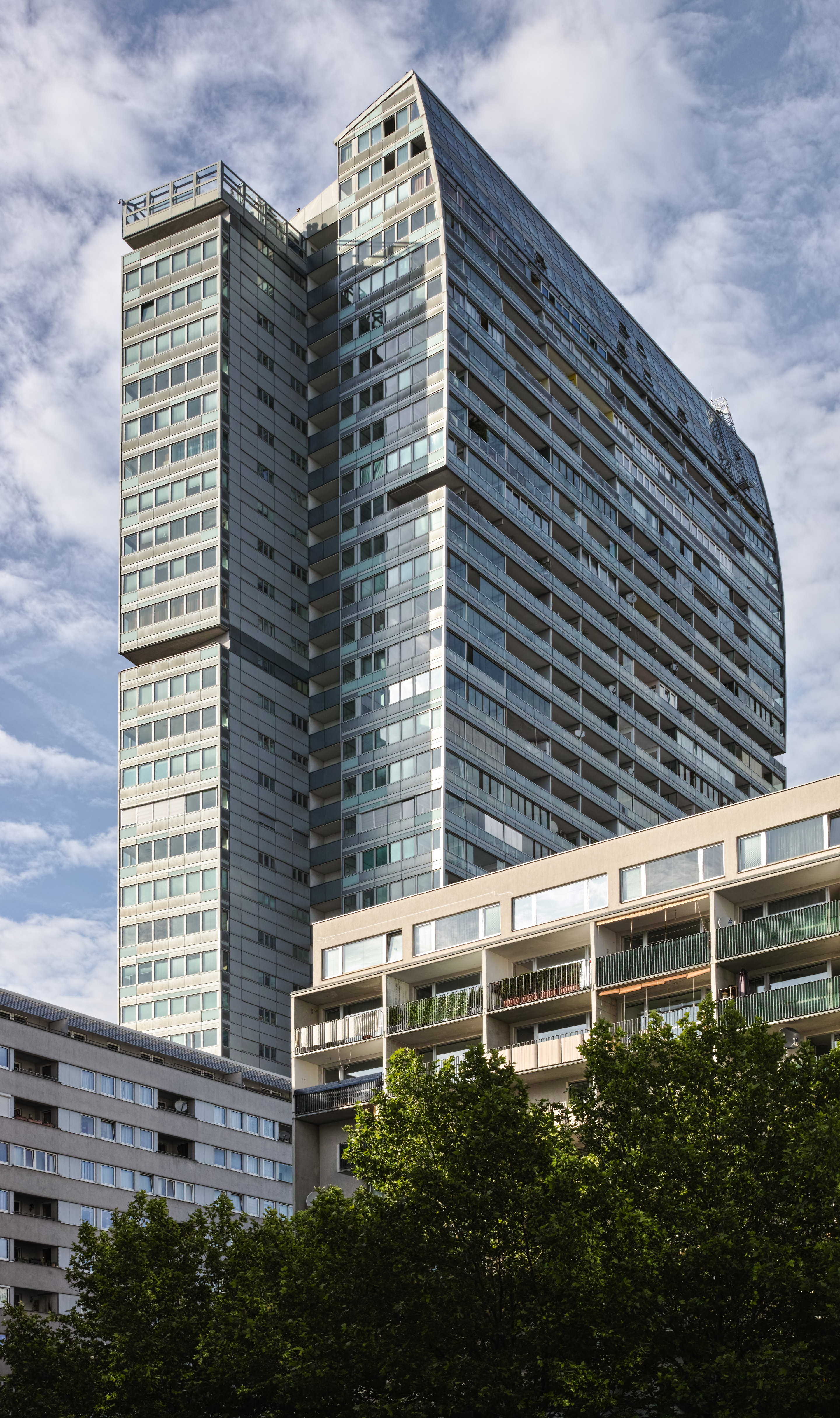
Von Süden
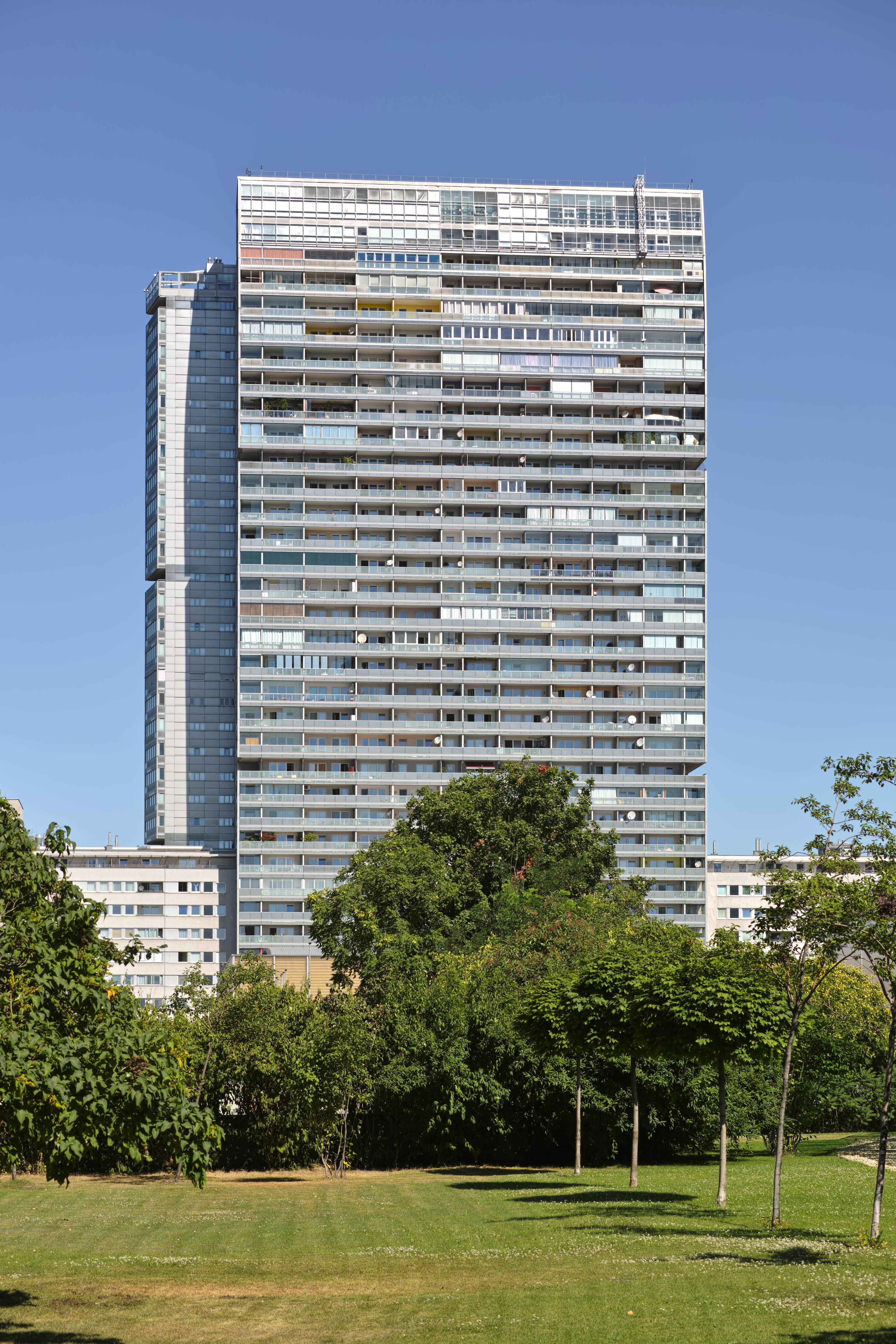
Von Südosten